# Glycyphana cincta
Glycyphana cincta är en skalbaggsart som beskrevs av Wallace 1867. Glycyphana cincta ingår i släktet Glycyphana och familjen Cetoniidae. Inga underarter finns listade i Catalogue of Life.